# 瓦尔特·克吕格尔 (军官)

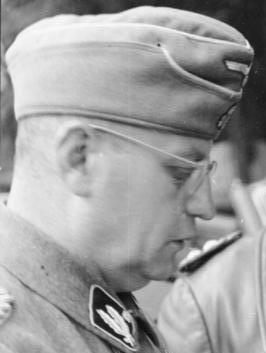
瓦尔特·克吕格尔

瓦尔特·克吕格尔（Walter Krüger，1890年2月27日—1945年5月22日）是一位納粹德國党卫队将领。第二次世界大战期间，他曾指挥親衛隊第4師、親衛隊第2師以及親衛隊第6軍，並參加库尔兰包围战。战争结束后，克吕格尔试图從从库尔兰前往东普鲁士，結果途中被蘇聯紅軍追擊，克吕格尔最終自杀。